# バティラス
バティラス (Batillus) は、かつてソシエテ・マリティム・シェル社が所有した原油タンカーで、バティラス級4隻の1番船。
フランスのアトランティーク造船所で建造され、1976年の竣工時は世界最大であり、かつ史上初めて50万重量トンを超えたタンカーであった。
尚、同型4隻の中では3番船「ピエール・ジョーマ」が最も大きく（555,031重量トン）、世界最大を誇ったが、1980年に船体延長した「シーワイズ・ジャイアント（現ノック・ネヴィス）」に抜かれた。（総トン数ではバティラス級の方が大きい）

## 同型船
- 2番船　「ベラミア（Bellamya）」
  - 1976年竣工、1986年解体
- 3番船　「ピエール・ジョーマ（Pierre Guillaumat）」
  - 1977年竣工、1983年解体
- 4番船　「プレリアール（Prairial）」
  - 1979年竣工、「Sea Brilliance」「Hellas Fos」「Sea Giant」と改名、2003年解体